# Nef'i
Nef'i (cunoscut și ca Ömer Nef'i, n. 1572, Pasinler⁠(d), Provincia Erzurum, Turcia – d. 27 ianuarie 1635, Constantinopol, Imperiul Otoman) a fost un poet turc otoman. A scris divanuri⁠(d) compuse din kaside și gazeluri, poezii satirice scrise cu virtuozitate și reflectând viața de curte și războaiele epocii sale. Cea mai valoroasă operă a sa este „Săgeata destinului” (Sihâm-ı Kazâ).